# Helina vicina
Helina vicina är en tvåvingeart som först beskrevs av Leander Czerny 1900.  Helina vicina ingår i släktet Helina och familjen husflugor. Arten är reproducerande i Sverige. Inga underarter finns listade i Catalogue of Life.